# Dorcadion parcepunctatum
Dorcadion parcepunctatum là một loài bọ cánh cứng trong họ Cerambycidae.